# Ковбойська економіка
«Ковбойська» економіка англ. cowboy economics, економіка «ковбойського виду», економіка без ресурсних обмежень; цей термін був введений американським економістом Болдінгом для опису таких економічних рішень в області виробництва і споживання, які практично не враховують екологічних та природоресурсних обмежень. При цьому проводиться паралель з поведінкою самотнього ковбоя на рівнинному дикому Заході, потреби якого легко задовольняються, а відходи легко асимілюються довкіллям. Такий підхід контрастує з поданням планети Земля як космічного корабля, людей як космонавтів, а довкілля як замкнутої системи (економіка космічного корабля, економіка космонавтів).